# Chiesa e monastero di Santa Maria della Pace
La chiesa e il monastero di Santa Maria della Pace è un complesso architettonico monumentale situato nel centro storico di Castellammare di Stabia; è sede parrocchiale e regge anche la chiesa di Bartolomeo, la chiesa di Sant'Anna a Licerta, la chiesa di Santa Caterina d'Alessandria e la chiesa di Santa Maria del Soccorso.

## Chiesa

### Storia
Dopo la costruzione nel 1525 di un monastero carmelitano, si decise di affiancare alla struttura una chiesa, i cui lavori di costruzione si svolsero nel 1587; importanti operazioni di restauro furono compiuti nel 1820, anno in cui il tempio fu nuovamente consacrato. A seguito dell'abolizione degli ordini religiosi nel Regno delle Due Sicilie nel 1866, voluta da Napoleone, la chiesa, insieme con il monastero, fu prima abbandonata ed in seguito, nel 1867, ceduta al Comune, che a sua volta l'affidò al Tesoriere del Capitolo Cattedrale Stabiese, don Alfonso Maria Ruggiero; nel 1897 la chiesa fu nuovamente sottoposta a lavori di restauro, guidati dall'ingegnere Vitelli, conclusisi nel 1900: in questi tre anni l'edificio fu chiuso al culto. Nel 1937 divenne sede parrocchiale.

### Struttura
La chiesa, a seguito dei numerosi restauri, ha perso il suo aspetto originale: la facciata esterna presenta un'imponente trabeazione e termina con un timpano triangolare, sormontata da una croce in ferro; la parte inferiore della facciata è caratterizza dal portale d'ingresso, chiuso da un cancello in ferro, protetto da un cornicione poggiante su mensole e sormontato da un piccolo rosone ellittico ed ai lati due coppie di lesene capitellate, poggianti su alti basamenti, mentre la parte superiore possiede un ampio finestrone centrale e quattro lesene capitellate. L'interno della chiesa è a croce latina, a navata unica, con cinque cappelle latarali: tre sul lato destro, due su quello sinistro; la volta, a finta botte, è stata affrescata da Angiolo Ferrari, nel 1820, con una raffigurazione del profeta Elia su un carro di fuoco. Sull'altare maggiore, in una nicchia in marmo, è riposta la statua di Santa Maria della Pace, realizzata tra il 1870 e il 1879: la statua risale al XIX secolo ed è stata restaurata dopo la seconda guerra mondiale, arricchita con rifiniture in argento e abbigliata con una veste rifinita in oro; originariamente, al suo posto, era presente un'immagine del Sacro Cuore di Maria. Ai lati del altare maggiore una tela rappresentante la Natività della Vergine, opera di Giulio Romano o Bartolomeo Passante ed un'altra del XVIII secolo che raffigura Sant'Anna e la Madonna bambina. Sul lato sinistro, provenendo dall'entrata, la prima cappella è dedicata a Santa Teresa d'Ávila, raffigurata in una tela con la beata Vergine, opera di Sebastiano Conca; la seconda cappella è invece dedicata a Sant'Espedito ed è caratterizzata da una statua del santo, opera di Raffaele Della Campa, risalente al 1902, portata in città in treno ed ospitata per un giorno nella chiesa del Carmine e poi trasferita in quella della Pace; sullo stesso lato sono presenti due piccole nicchie che accolgono rispettivamente una statua di San Giuseppe del XVIII secolo ed una statua di Sant'Antonio. Sul lato sinistro è invece presente l'altare dedicato alla Madonna del Rosario, con un quadro risalente all'inizio del XX secolo, segue la cappella del Crocefisso, con statua del XX secolo in carta pesta, realizzata da Cesarini e che rappresenta la crocifissione di Gesù con ai lati due statue più piccole, di cui una del XVII secolo, raffiguranti le anime del purgatorio. L'ultima cappella è dedicata invece a San Gerardo Maiella e presenta sull'altare una tela del 1994, ritraente il santo, opera di D'Alessandro. Anche su questo lato sono presenti due nicchie: una ospita la statua della Madonna dell'Addolorata, in origine vestita di stoffa, poi in carta pesta, mentre l'altra accoglie la statua del Sacro Cuore, risalente al XIX secolo. In passato le cappelle sono state dedicate anche ad altre figure sacre: sicuramente nel 1879 erano presenti una cappella dedicata alla Madonna del Carmine, una a Sant'Anna ed una al Sacro Cuore di Maria. Alle spalle della chiesa, dal monastero, si innalza un piccolo campanile a pianta ottagonale.

## Monastero
Il monastero della Pace fu costruito nel 1525 per volere dei Confratelli della chiesa della Beata Maria Annunziata, comunemente chiamata della Pace al molo; nel 1587 si affiancò la chiesa. Nel 1866, a seguito dell'espulsione dal Regno delle Due Sicilie di tutti gli ordini religiosi, il monastero, occupato dalle suore carmelitane, fu abbandonato, fino all'anno successivo quando passò nelle mani del Comune. Dal 1867 al 1935 ha ospitato prima la pretura, poi la guardia di pubblica sicurezza, poi una scuola ed infine adibito a dimora per i senzatetto: attualmente versa in uno stato di completo abbandono. L'edificio è a pianta rettangolare, con chiostro centrale, con un'architettura tipica del XVI secolo. L'ingresso al monastero è consentito da due ingressi, oggi murati, uno in piperno, finemente decorato, l'altro caratterizzato da un arco a tutto sesto. I piani sono due, più uno ammezzato: il primo piano è contraddistinto da un lungo corridoio con soffitto a botte, che corre lungo tutto il perimetro del monastero e dal quale si aprono diverse stanze coperte o con volta a padiglione o con solai in legno. Al suo interno presentava diverse decorazioni in affresco e stucco.